# Andrew Marriner
Andrew Marriner (25 februari 1954) is een Brits klassiek klarinettist.
Marriner is de zoon van de dirigent Neville Marriner. Als kind was Andrew koorknaap in het jongenskoor van King's College in Cambridge. In 1968 werd hij lid van het Britse Nationaal Jeugdorkest. Uiteindelijk studeerde hij verder aan de Universiteit van Oxford. Hij verliet daarna Oxford en vertrok naar Hannover in Duitsland om te studeren bij Hans Deinzer. Momenteel is Marriner eerste klarinettist van het London Symphony Orchestra en de Academy of St. Martin in the Fields. Hij is tevens gastdocent aan de Royal Academy of Music.